# Adrian Zmed
Adrian Zmed, född 4 mars 1954 i Chicago, Illinois, USA, är en amerikansk skådespelare. 
Han har varit med i Grease 2 där han spelade Johnny Nogerelli samt en av huvudrollerna i T.J. Hooker.

## Filmografi
- 1978 – Starsky och Hutch (TV-serie) (1 avsnitt)
- 1982 – Grease 2
- 1982–1985 – T.J. Hooker (TV-serie) (72 avsnitt)
- 1984 – Svensexan
- 1986–1987 – Hotellet (TV-serie) (2 avsnitt)
- 1988 – Härlige Harry (TV-serie) (1 avsnitt)
- 1989 – Mord och inga visor (TV-serie) (1 avsnitt)
- 1998 – Singel i stan (TV-serie) (1 avsnitt)
- 2007 – Passions (TV-serie) (13 avsnitt)